# Neritos leucostigma
Neritos leucostigma är en fjärilsart som beskrevs av Jan Sepp 1892. Neritos leucostigma ingår i släktet Neritos och familjen björnspinnare. Inga underarter finns listade i Catalogue of Life.